# 창원 어사옥비
창원 어사옥비(昌原 御賜玉碑)는 대한민국 경상남도 창원시 의창구 북면에 있는, 창녕 조씨 재실인 모선재의 비각안에 모셔둔 비이다. 1987년 5월 19일 경상남도의 문화재자료 제166호로 지정되었다.

## 개요
창녕 조씨 재실인 모선재의 비각안에 모셔둔 비이다. 조선 중종 때의 문신인 조치우(曺致虞) 선생의 부인에게 내린 비로서, 임금이 하사한 것이라하여 '어사옥비(御賜玉碑)'라 불린다.
비는 비몸과 머릿돌을 한돌고 다듬어 세워 놓았다.
조치우는 대구부사를 지낸이로, 청렴결백하고 공이 뛰어나 청백리에 올랐다. 부인과 함께 옥비를 하사받았는데 그의 비는 경북 영천군에 보존되어 있다.

## 같이 보기
- 조치우

## 참고 문헌
- 창원 어사옥비 - 국가유산청 국가유산포털